# Встречное сканирование
Встречное сканирование (ВС, англ. CS — counter-scanning) — способ сканирования, позволяющий исправлять искажения растра, вызываемые дрейфом зонда сканирующего микроскопа относительно измеряемой поверхности. В ходе ВС получают два скана поверхности — прямой и встречный (см. Рис. 1). Встречный скан начинается в точке, где заканчивается прямой скан. Данная точка называется точкой совмещения (ТС). Перемещение зонда по строке растра и перемещение зонда от строки к строке растра выполняются на встречном скане в направлениях противоположных направлениям перемещений на прямом скане. Полученная при проведении ВС пара изображений называется встречно-сканированными изображениями (ВСИ).
При линейном характере искажений растра, то есть при дрейфе с постоянной скоростью, для исправления дрейфа на прямом и встречном сканах достаточно измерить координаты только одной общей особенности. В случае нелинейного искажения, когда скорость дрейфа изменяется в течение времени сканирования, число общих особенностей на ВСИ, координаты которых требуется измерить, возрастает с ростом степени нелинейности.
Как правило, дрейф зонда микроскопа относительно измеряемой поверхности включает две составляющие — одна связана с ползучестью (крипом) используемой пьезокерамики сканера, другая вызывается термодеформацией устройства вследствие изменения температуры. Первая составляющая — нелинейная (аппроксимируется логарифмом), вторую составляющую в большинстве практических приложений можно рассматривать как линейную.
Применение способа ВС позволяет даже при наличии сильного дрейфа, приводящего к погрешностям в десятки процентов, измерить рельефа поверхности с погрешность десятые доли процента.

(а)
(б)

Рис. 1. Встречное сканирование: (а) с холостым обратным ходом (показан пунктирной линией), (б) без холостого обратного хода. Цифрами 1…4 обозначены номера получаемых изображений. 1, 3 — прямые изображения, 2, 4 — соответствующие прямым встречные изображения. ТС — точка совмещения пары встречно-сканированных изображений. Показанный условно растр состоит из четырёх строк.